# Црес (місто)
44°58′ пн. ш. 14°24′ сх. д. / 44.96° пн. ш. 14.40° сх. д.
Црес (хорв. Cres, італ. Cherso) — місто в Хорватії, найбільше місто однойменного острова.

## Загальні відомості
Црес розташований в центральній частині острова на західному березі, в глибині бухти. Автомобільні дороги ведуть із міста на північ в сторону селища Порозіна, зв'язаного з материком поромною переправою, і на південь, в сторону острова Лошинь, з яким Црес з'єднаний мостом. Ще одна дорога веде з міста на східний берег, до селища Мераг, зв'язаному поромною лінією з островом Крк.

## Історія
Црес — одне з найдавніших міст Адріатики. Вперше він згаданий в листі Плінія Старшого. В римський період був відомий як Цісса (Cissa). Залишки римських споруд в Цресі збереглись до нашого часу.
В VII ст. на Адріатику прийшли слов'яни. В IX—X ст. контроль над Цресом здобуло Хорватське королівство, в XV ст. місто перейшло під контроль Венеції, в XV—XVI ст. тут  зведено багато споруд в італійському стилі, в тому числі міські ворота і палац Арсан-Патріс. З 1459 року вважається адміністративним і політичним центром острова, замінивши в цій якості місто Осор, яке поступово занепадало.
Після падіння венеційської республіки в 1797 Црес відійшов до Австрії.
В 1918—1921 р. Црес окупували італійці, після Першої світової війни Црес став одним з трьох островів Адріатики (разом з Лошинем і Ластово), які були передані Італії, інші стали частиною Королівства Сербів, Хорватів і Словенців, згодом Королівства Югославія. Після Другої світової війни — в складі СФРЮ. Після розпаду цієї держави в 1990 острів став частиною незалежної Хорватії.

## Населення
Населення громади за даними перепису 2011 року становило 2 879 осіб. Населення самого міста становило 2289 осіб.
Динаміка чисельності населення громади:
Динаміка чисельності населення міста:

## Населені пункти
Крім міста Црес, до громади також входять: 
- Белі
- Драгозетичі
- Филозичі
- Грмов
- Іванє
- Лознати
- Лубениці
- Малий Подол
- Мартинщиця
- Мераг
- Михолащиця
- Орлець
- Пернат
- Порозина
- Предощина
- Станич
- Стиван
- Светий Петар
- Валун
- Важминеж
- Видовичі
- Водиці
- Врана
- Збичина
- Збишина

## Клімат
Середня річна температура становить 14,08°C, середня максимальна – 26,63°C, а середня мінімальна – 2,53°C. Середня річна кількість опадів – 1087 мм.
| Клімат міста                                  | Клімат міста | Клімат міста | Клімат міста | Клімат міста | Клімат міста | Клімат міста | Клімат міста | Клімат міста | Клімат міста | Клімат міста | Клімат міста | Клімат міста | Клімат міста |
| Показник                                      | Січ.         | Лют.         | Бер.         | Квіт.        | Трав.        | Черв.        | Лип.         | Серп.        | Вер.         | Жовт.        | Лист.        | Груд.        |              |
| Середній максимум, °C                         | 9,31         | 9,25         | 11,63        | 15,46        | 20,53        | 24,86        | 26,63        | 26,22        | 21,87        | 17,46        | 12,72        | 10,17        |              |
| Середня температура, °C                       | 5,94         | 5,89         | 8,25         | 12,11        | 17,17        | 21,48        | 23,79        | 23,39        | 19,05        | 14,64        | 9,89         | 7,36         |              |
| Середній мінімум, °C                          | 2,56         | 2,53         | 4,91         | 8,73         | 13,80        | 18,12        | 20,99        | 20,56        | 16,23        | 11,82        | 7,07         | 4,56         |              |
| Норма опадів, мм                              | 93           | 75           | 75           | 78           | 70           | 78           | 45           | 70           | 112          | 137          | 142          | 112          |              |
| Середньомісячна швидкість вітру, м/с          | 3.09         | 3.27         | 3.28         | 3.10         | 2.78         | 2.63         | 2.63         | 2.63         | 2.78         | 3.07         | 3.42         | 3.35         |              |
| Середньомісячна сонячна радіація, кДж/м²·день | 4570         | 7400         | 10820        | 15421        | 19909        | 21619        | 23085        | 19883        | 14595        | 9424         | 5011         | 3893         |              |
| --------------------------------------------- | ------------ | ------------ | ------------ | ------------ | ------------ | ------------ | ------------ | ------------ | ------------ | ------------ | ------------ | ------------ | ------------ |
| Джерело:                                      |              |              |              |              |              |              |              |              |              |              |              |              |              |

## Пам'ятки

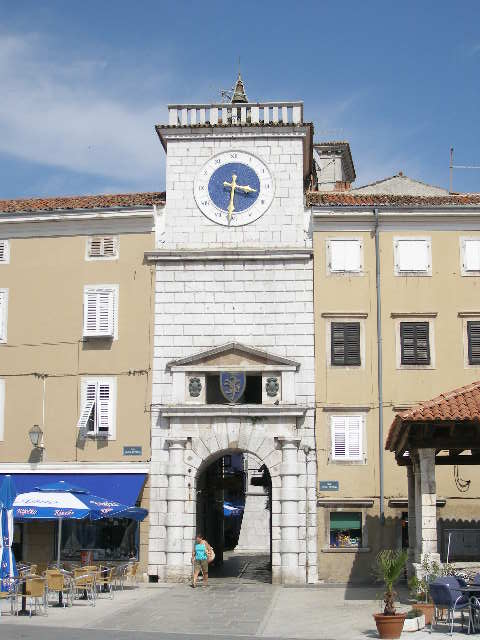
Міські ворота

- Ворота з годинником на вході в старе місто.
- Споруда міської ради (XVI ст.), в якій зараз розміщений музей Лапідаріум.
- Палац Арсан-Патріс (XV ст.), нині міський музей з експозицією археологічних знахідок.
- Францисканський (XIV ст.) і бенедиктинський (XV ст.) монастирі.
- Романська церква св. Ісидора (XII ст.).
- Готична церква святої Марії-Магдалини (1402 рік).